# Notation Interchange File Format
Notation Interchange File Format (NIFF) – format prezentacji graficznej notacji muzycznej.
Wydawał się być alternatywą dla MIDI. NIFF reprezentował muzykę graficznie, a dane były w postaci binarnej. Np. trudno było określić nutę C (do), było to możliwe jedynie poprzez jej pozycję na pięciolinii.
NIFF, chociaż sprawdził się bardzo dobrze w aplikacjach OCR do rozpoznawania nut, nie sprawdził się jako format informacyjny, łatwy do sformalizowania i użycia w aplikacjach z sekwencyjnym przetwarzaniem muzyki czy muzycznych zbiorach danych – aktualny i prostszy w użyciu jest MIDI i MusicXML.